# 戴炜华
戴炜华（1936年7月3日—2021年2月4日），男，上海人，中国应用语言学家，科技英语专家。上海理工大学教授。

## 生平
1936年7月3日生。1958年毕业于哈尔滨外国语学院研究生班。曾在合肥工业大学任教。1981年任上海机械学院科技外语系副主任，负责全系的教学和科研工作，同时兼任大学英语教研室主任。1983年任科技外语系负责人。1984年开始招收外国语言学及应用语言学硕士研究生。1987年至1988年，应邀赴美国纽约市立大学皇后学院研究应用语言学。回国后，历任科技外语系主任、华东工业大学文理学院常务副院长、上海理工大学外语学院常务副院长（卢思源为院长）。1989年获全国优秀教师称号。主要从事应用语言学和科技英语的教学及科研工作。编有《科技英语的特点和应用》《科技英语的阅读技巧》《科技英语的写作技巧》《新编科技英语教程》《实用英语语言学》等书。2001年退休。2010年出资十万人民币设立“华贞助学奖学金”。2021年2月4日10时41分因重症肺炎医治无效在上海市第六人民医院逝世。